# Dana Eskelson
Dana Eskelson, née en 17 juin 1965 à Dallas, Texas, est une actrice américaine.

## Filmographie

### Cinéma
- 1991 : Coupable (Past Midnight) de Jan Eliasberg : Kathy Tudor
- 1992 : Singles de Cameron Crowe : la fille du Club
- 1996 : The Whites (court métrage) de Natasha Uppal : la fille
- 1998 : Scar City (en) de Ken Sanzel : Janice
- 1999 : Personals de Mike Sargent : Katie le clown
- 2003 : La Gorge du diable (Cold Creek Manor) de Mike Figgis : Sheriff Ferguson
- 2005 : L'Interprète (The Interpreter) de Sydney Pollack : l'agent des services secrets
- 2005 : One Last Thing... (en) de Alex Steyermark : Patti
- 2006 : Griffin and Phoenix (en) de Ed Stone : la mère à la poussette
- 2007 : À vif (The Brave One) de Neil Jordan : l'artiste à sketch
- 2008 : Un jour, peut-être (Definitely, Maybe) de Adam Brooks :
- 2009 : Peter and Vandy (en) de Jay DiPietro : Emma
- 2010 : The Company Men de John Wells : Dierdre
- 2010 : 3 Backyards (en) de Eric Mendelsohn : Debbie
- 2012 : The Professor (court métrage) de Alison Maclean : la professeure
- 2013 : See You Next Tuesday de Drew Tobia : May
- 2013 : Deep Powder de Mo Ogrodnik : Michelle
- 2014 : Please Be Normal de Haik Kocharian : Amy
- 2015 : True Story de Rupert Goold : Mrs Longo
- 2015 : Outliving Emily de Eric Weber et Sean Devaney : Sarah
- 2018 : Madeline's Madeline de Josephine Decker : Lamo

### Télévision
Téléfilms
- 1996 : To Sir, with Love II (en) de Peter Bogdanovich : Evie
- 1998 : Le Retour de l'inspecteur Logan (Exiled) de Jean de Segonzac : détective Frankie Silvera
- 2004 : Gerald L'Ecuyer: A Filmmaker's Journey de Gérald L'Ecuyer : She

Séries télévisées
- 1993 : Missing Persons : Margaret (saison 1, épisode 11)
- 1997-1999 : New York Undercover : Nadine Jordan (4 épisodes)
- 1997-2000 : Prince Street : Diane Hoffman (6 épisodes)
- 2002 : Tribunal central (100 Centre Street) : Melissa Overstreet (saison 2, épisode 13)
- 2003 : New York, unité spéciale (Law and Order: Special Victims Unit) : Karen Leighton (saison 4, épisode 22)
- 2004 : New York, section criminelle (Law & Order: Criminal Intent) : Paige Mullen (saison 3, épisode 18)
- 2005 : New York, police judiciaire (Law & Order) : Karen Nix (saison 15, épisode 15)
- 2006 : Brotherhood : Dina Finnerty (2 épisodes)
- 2006 : New York, unité spéciale : Mrs. Winnock (saison 7, épisode 21)
- 2009 : The Unusuals : Leanne Boorland (saison 1, épisode 2)
- 2012 : NYC 22 : Kelly (2 épisodes)
- 2013 : The Good Wife : Bethany Bigelow (saison 4, épisode 17)
- 2014 : The Americans : Bernadette (saison 2, épisode 1)
- 2015 : Les Mystères de Laura (The Mysteries of Laura) : Gloria Leighton (saison 1, épisode 12)
- 2015 : The Show About the Show : la femme paraplégique (2 épisodes)